# Vrisko To Logo Na Zo
Vrisko to logo na zo (Βρίσκω το λόγο να ζω - Jag finner anledningen att leva) är ett studioalbum av den grekisk-svenska sångaren Helena Paparizou. Det gavs ut den 11 juni 2008 och innehåller 13 låtar.

## Låtlista
| Nr  | Titel                                                                                                   | Längd |
| --- | --- | ----- |
| 1.  | I Kardia Sou Petra (Η καρδιά σου πέτρα - Ditt hjärta av sten)                                           | 4:30  |
| 2.  | Kita Brosta (Κοίτα μπροστά - Titta fram)                                                                | 3:42  |
| 3.  | Porta Gia Ton Ourano (Πόρτα για τον ουρανό - Dörren till himlen)                                        | 2:57  |
| 4.  | Pios (Ποιος - Vem)                                                                                      | 4:04  |
| 5.  | Agapi San Listia (Historias De Danzon Y De Arrabal) (Αγάπη σαν ληστεία - Kärlek som en stöld)           | 4:16  |
| 6.  | Mathe Prota N'Agapas (Μάθε πρώτα ν' αγαπάς - Lär dig först att älska)                                   | 4:15  |
| 7.  | Eisai I Foni (Είσαι η φωνή - Du är rösten)                                                              | 3:21  |
| 8.  | Pirotehnimata (Πυροτεχνήματα - Fyrverkerier)                                                            | 4:13  |
| 9.  | Den Tha' Me Do (Δε θα 'μαι 'δω - Jag ska inte vara här)                                                 | 3:50  |
| 10. | Papeles Mojados (Våta papper)                                                                           | 3:50  |
| 11. | To'Heis I De To'Heis (Hip Teens Don't Wear Blue Jeans) (Το 'χεις ή δε το 'χεις - Du har det eller inte) | 3:28  |
| 12. | Mi Mou Milas Gi' Adio (Μη μου μιλάς γι' αντίο - Prata inte på en hejdå till mig)                        | 3:35  |
| 13. | To Fili Tis Zois (Το φιλί της ζωής - Livets kyss)                                                       | 3:38  |